# IC 1538
IC 1538 — галактика типу NF (в процесі підтвердження) у сузір'ї Андромеда.
Цей об'єкт міститься в оригінальній редакції індексного каталогу.